# HK Dukla Trenčín
A HK Dukla Trenčín egy trencséni profi jégkorongcsapat. A csapat a szlovák Tipsport liga nyugati konferenciájában játszik. Kétszer nyerte el a Tátra-kupát, 1985-ben és 1996-ban. Hazai mérkőzéseiket a Pavol Demitra Jégcsarnokban játsszák. A csapat beceneve a Vojaci, ami magyarul katonákat jelent.

## Története
A klubot 1962-ben a hadsereg jégkorong-klubjaként alapították. Eleinte helyi bajnokságokban, majd később a szlovák bajnokságban játszottak, végül az 1976–77-es szezonra kvalifikálták magukat a csehszlovák extraligába. Az 1982–83-as szezon kivételével végig ebben a ligában játszottak. A csapat 1993 óta a Szlovák Extraligában játszik.
A Szlovák Extraliga 1993-94-es nyitószezonjában a HC Košice csapatát 3:2-es arányban legyőzve lett bajnok.
Az 1996-97-es szezonban a HC Košice csapatát 3:1-es arányban legyőzve lett bajnok.
A 2003-04-es szezonban a HKm Zvolen csapatát 4:2-es arányban legyőzve lett bajnok.

### Korábban használt nevek
- 1962 - VTJ Dukla Trenčín
- 1970 - AŠD Dukla Trenčín
- 1974 - ASVŠ Dukla Trenčín
- 1990 - Dukla Trenčín
- 2013 - HK Dukla Trenčín

## Helyezések

### Csehszlovák Extraliga
Česko-slovenská hokejová liga - 15 szezon
- 1. hely: 1991/92
- 2. hely: 1988/89, 1989/90
- 3. hely: 1990/91, 1992/93
- 6. hely: 1979/80, 1980/81, 1983/84, 1985/86
- 7. hely: 1987/88
- 8. hely: 1984/85
- 10. hely: 1978/79, 1986/87
- 11. hely: 1977/78
- 12. hely: 1981/82

### 1. Slovenská národná hokejová liga
1. slovenská národná hokejová liga - 15 szezon
- 1. hely:  1965/66, 1967/68, 1970/71, 1976/77, 1982/83
- 2. hely:  1964/65, 1971/72, 1974/75
- 3. hely:  1963/64, 1966/67, 1969/70
- 4. hely: 1968/69, 1972/73, 1973/74, 1975/76

### 2. liga
2. liga - 1 szezon
- 8. hely: 1962/63 (B csoport)

### Szlovák Extraliga
Slovenská extraliga - 31 szezon
- 1. hely: 1993/94, 1996/97, 2003/04
- 2. hely: 1994/95, 1995/96, 2000/01, 2006/07, 2017/18
- 3. hely: 1999/00, 2004/05, 2011/12
- 4. hely: 1997/98, 2002/03, 2007/08, 2010/11
- 5. hely: 1998/99, 2001/02, 2015/16, 2019/20
- 6. hely: 2005/06, 2008/09, 2012/13, 2014/15, 2018/19
- 7. hely: 2020/21
- 9. hely: 2009/10, 2013/14, 2016/17, 2023/24
- 10. hely: 2021/22, 2022/23

## Statisztikák
| Főszezon | Főszezon | Főszezon | Főszezon | Főszezon | Főszezon | Főszezon | Főszezon | Főszezon | Rájátszás                                         | Rájátszás                       | Rájátszás | Rájátszás |
| Szezon   | LM       | GY       | GY. H.   | V. H.    | V        | G        | P        | Helyezés | Kvalifikáció                                      | Negyeddöntő                     | Elődöntő  | Döntő     |
| -------- | -------- | -------- | -------- | -------- | -------- | -------- | -------- | -------- | ------------------------------------------------- | ------------------------------- | --------- | --------- |
| 2022–23  | 50       | 19       | 3        | 5        | 23       | 130-155  | 68       | 9.       | Vereség a HK Dukla Ingema Michalovce ellen (2-3)  | -                               | -         | -         |
| 2023–24  | 50       | 21       | 5        | 2        | 22       | 144:156  | 75       | 9.       | Vereség a HK Nitra ellen (2-3)                    | -                               | -         | -         |
| 2024–25  | 54       | 23       | 2        | 5        | 23       | 150:155  | 80       | 8.       | Győzelem a HK Dukla Ingema Michalovce ellen (3-2) | Vereség a HC Košice ellen (2-4) | -         | -         |

## Díjaik
Szlovák Extraliga bajnok: 3 (1994, 1997, 2004)
Csehszlovák Extraliga bajnok: 1 (1992)

## Neves játékosai
- Pavol Demitra
- Marián Gáborík
- Marián Hossa
- Zdeno Chára
- Andrej Meszároš
- Branislav Mezei (2004/05-ös szezon)
- Andrej Nedorost
- Žigmund Pálffy (1991/92-es és 1992/93-as szezon)
- Róbert Petrovický (1993/94-es szezon)
- Miroslav Šatan
- Róbert Švehla
- Oto Haščák
- Vladimír Růžička
- Zdeno Cíger
- Ľubomír Kolník
- Ernest Bokroš
- Ľubomír Sekeráš
- Eduard Hartmann

## Játékoskeret

### Vezetőedzők
- 1963/1964 - L.Čiháček és Z.Chaloupka
- 1964/1965 - L.Čiháček és Z.Chaloupka
- 1965/1966 - L.Čiháček és Z.Chaloupka
- 1966/1967 - L.Čiháček és Z.Chaloupka
- 1967/1968 - L.Čiháček és Z.Chaloupka
- 1968/1969 - L.Čiháček és Z.Chaloupka
- 1969/1970 - L.Čiháček és Z.Chaloupka
- 1970/1971 - Ervín Macoszek, Z.Chaloupka és S.Motl
- 1971/1972 - Ervín Macoszek
- 1972/1973 - Ervín Macoszek
- 1973/1974 - Ervín Macoszek
- 1974/1975 - Jaroslav Walter és Ervín Macoszek
- 1975/1976 - Jaroslav Walter
- 1976/1977 - Jaroslav Walter és Kamil Svojše
- 1977/1978 - Jaroslav Walter és Kamil Svojše
- 1978/1979 - Rudolf Potsch és Kamil Svojše
- 1979/1980 - Rudolf Potsch és Kamil Svojše
- 1980/1981 - Rudolf Potsch és Kamil Svojše
- 1981/1982 - Rudolf Potsch és Kamil Svojše
- 1982/1983 - Július Černický és Branislav Šajban és Jozef Tanoczký
- 1983/1984 - Július Černický és Branislav Šajban
- 1984/1985 - Branislav Šajban és Július Černický
- 1985/1986 - Branislav Šajban és J.Bruk
- 1986/1987 - Branislav Šajban és J.Bruk szezon közben Jaroslav Walter és Ondrej Výboh
- 1987/1988 - Jaroslav Walter és Ondrej Výboh
- 1988/1989 - Jaroslav Walter és Ondrej Výboh
- 1989/1990 - Július Šupler és František Hossa
- 1990/1991 - Július Šupler és František Hossa
- 1991/1992 - Július Šupler és František Hossa
- 1992/1993 - František Hossa és Rudolf Uličný
- 1993/1994 - František Hossa és Rudolf Uličný
- 1994/1995 - František Hossa és Rudolf Uličný
- 1995/1996 - Rudolf Potsch és Ernest Bokroš
- 1996/1997 - Jaroslav Walter és Rudolf Potsch
- 1997/1998 - Jaroslav Walter és Miroslav Miklošovič szezon közben Walter Viliam Ružička helyére
- 1998/1999 - Ján Faith és Miroslav Miklošovič
- 1999/2000 - Július Šupler és Dušan Gregor
- 2000/2001 - Július Šupler és Juraj Boldiš
- 2001/2002 - Július Šupler (szezon közben Dušan Gregor) és Vladimír Hiadlovský
- 2002/2003 - Dušan Gregor és Vladimír Hiadlovský
- 2003/2004 - Dušan Gregor és Július Pénzeš
- 2004/2005 - Róbert Spišák és Július Pénzeš szezon közben Vladimír Hiadlovský és Róbert Švehla
- 2005/2006 - Milan Hovorka és Juraj Boldiš
- 2006/2007 - Antonín Stavjaňa és Július Pénzeš
- 2007/2008 - Antonín Stavjaňa és Július Pénzeš
- 2008/2009 - Július Pénzeš és Juraj Jakubík szezon közben  František Hossa és Róbert Švehla
- 2009/2010 - František Hossa és Jozef Daňo szezon közben Hossu Vladimír Kýhos helyére
- 2010/2011 - Dušan Gregor és Juraj Jakubík
- 2011/2012 - Dušan Gregor és Juraj Jakubík szezon közben Róbert Kaláber és Jozef Daňo
- 2012/2013 - Róbert Kaláber és Jozef Daňo
- 2013/2014 - Róbert Kaláber és Roman Chatrnúch szezon közben Milan Staš és Branislav Jánoš
- 2014/2015 - Roman Stantien és Branislav Jánoš
- 2015/2016 - Ján Kobezda és Marcel Hanzal
- 2016/2017 - Miloš Holáň és Róbert Petrovický szezon közben Josef Turek és Róbert Petrovický, 2017 elején Július Pénzeš és Vilam Čach és Petr Kosszal együtt Ján Kobezddel, azonban ő tragikusan elhunyt 2017. január 27-én szívrohamban egy Kassa elleni meccs előtt. Ján Pardavý csatlakozott az osztályzók előtt.
- 2017/2018 - Peter Oremus és Ján Pardavý
- 2018/2019 - Peter Oremus és Ján Pardavý
- 2019/2020 - Ján Pardavý, Peter Frühauf és Branko Radivojevič
- 2020/2021 -
- 2021/2022 -
- 2022/2023 - Róbert Döme[2]
- 2023/2024 - Branko Radivojevič, Milan Bartovič[3]
- 2024/2025 - Ernest Bokroš[1]

## Kabala
A csapat kabalája egy római katona, aki Čaky névre hallgat, amit közönségszavazással döntöttek el 2016-ban.

## Kontinentális Kupa
| Csapat           | Szezon  | Csoportkör                                            | Végső forduló |
| ---------------- | ------- | ----------------------------------------------------- | ------------- |
| HK Dukla Trenčín | 1998–99 | B csoport 1. hely H csoport 1. hely N csoport 2. hely | Nem jutott be |

## Nézettség
| Szezon  | Átlagos nézőszám | Helyezés a ligában |
| ------- | ---------------- | ------------------ |
| 2021–22 | 955              | 3.                 |
| 2022–23 | 2 052            | 8.                 |
| 2023–24 | 2 196            | 9.                 |
| 2024–25 | 2121             | 9.                 |

## Bajnokcsapatok

### Csehszlovák Extraliga
- 1991/92

Kapusok: Vladimír Hiadlovský, Igor Murín
Védők: Lubomír Amrich, Miloš Holaň, Michal Chromčo, Dalibor Kusovský, Jaroslav Modrý, Milan Nedoma, Róbert Švehla, Ľubomír Sekeráš, Marián Smerčiak, Ernest Bokroš
Csatárok: Jaroslav Brabec, Dušan Gregor, Miroslav Hanták, Miroslav Hlinka, Branislav Jánoš, Ľubomír Kolník, Roman Kontšek, Martin Madový, Ján Pardavý, Róbert Petrovický, Žigmund Pálffy, Pavel Pýcha, Marián Uharček, Josef Zajíc
Edzők: Július Šupler, František Hossa

### Szlovák Extraliga
- 1993/94

Kapusok: Eduard Hartmann, Róbert Kompas, Igor Murín
Védők: Radoslav Hecl, Martin Kivoň, Jozef Kohút, Dalibor Kusovský, Stanislav Medřík, Richard Pavlikovský, Ľubomír Sekeráš, Marián Smerčiak, Vladimír Vlk, Milan Žitný
Csatárok:Andrej Andrejev, Jozef Daňo, Peter Dávid, Branislav Gáborík, Miroslav Hlinka, Branislav Jánoš, Peter Konc, Roman Kontšek, Martin Madový, Matej Marcinek, Miloš Melicherík, Martin Opatovský, Ján Pardavý, Pavol Paukovček, Rastislav Pavlikovský, Ronald Petrovický, Roman Stantien, Miroslav Šatan, Bystrík Ščepko, Norbert Vígh
Edzők: František Hossa, Rudolf Uličný
- 1996/97

Kapusok: Róbert Kompas, Igor Murín, Stanislav Petrík, Martin Špillar
Védők: Juraj Ďurčo, Dalibor Kusovský, Richard Lintner, Stanislav Medřík, Richard Pavlikovský, Róbert Pukalovič, Miloš Rehák, Miroslav Sága, Marián Smerčiak, Vladimír Vlk
Csatárok: Peter Barinka, Pavol Demitra, Miloš Fleischer, Marián Hossa, Juraj Jakubík, Branislav Jánoš, Miloš Melicherík, Michal Mravík, Martin Opatovský, Žigmund Pálffy, Rastislav Paľov, Ján Pardavý, Pavol Paukovček, Rastislav Pavlikovský, Marián Uharček
Edzők: Jaroslav Walter, Rudolf Potsch
- 2003/04

Kapusok: Miroslav Hála, Petr Přikryl
Védők:Lukáš Bambúch, František Bombic, Jiří Heš, Ján Homér, Slavomír Hriňa, Peter Janík,Andrej Meszároš, Peter Mikuš, Andrej Sekera, Tomáš Starosta, Miroslav Šmidriak
Csatárok: Peter Fabuš, Marián Gáborík, Miroslav Hanták, Marcel Hanzal, Andrej Kmeč, Ivan Koložváry, Miroslav Kováčik, Jaroslav Kóňa, Václav Král, Roman Kukumberg, Anton Lezo, Tibor Melichárek, Michal Mravík, Martin Opatovský, Peter Ölvecký, Róbert Rehák, Tomáš Sax, Ladislav Sikorčin, Peter Sivák, Tomáš Vodička, Ján Zlocha
Edzők: Dušan Gregor, Július Pénzeš

## Jégcsarnok

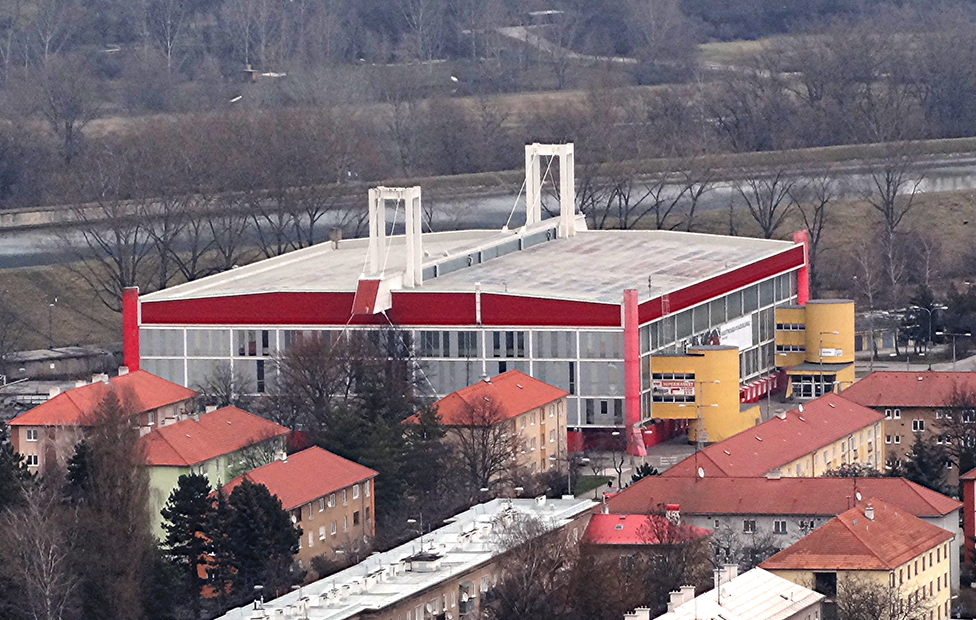
A Pavol Demitra Jégcsarnok

A csapat jelenleg használt jégcsarnoka a Pavol Demitra Jégcsarnok, ami 6 150 fő befogadására alkalmas. A csarnokot 1960. január 17-én nyitották meg. 2011. szeptember 26-án a trencséni közgyűlés megszavazta, hogy a jégcsarnok Pavol Demitra nevét viselje, aki abban az évben hunyt el a 2011-es jaroszlavli légi katasztrófában. A jégcsarnokban játszik a Európai Egyetemi Jégkorong Ligában szereplő Gladiators Trenčín csapata is.

## Rivalizálások

### HC Košice
A bajnokság egyik legnagyobb rivalizásása a Trencsén és Kassa csapata között van, ennek a csúcspontja a 90-es években volt, amikor az 1994-től az 1997-ig mind a négy rájátszásdöntőben a Trencsén és Kassa mérkőzött meg a bajnoki címért, ebben az időszakban ez a két csapat jelentette a legnagyobb erőt a szlovák nemzeti ligában. Ez a két csapat a Poprád mellett azon kevés csapatok közé tartozik, amelyek minden szezonban részt vettek a bajnokságban.